# جون روجرز (لاعب كريكت)
جون روجرز (بالإنجليزية: John Rogers)‏ (8 فبراير 1858 في أستراليا - 8 يوليو 1935 في أستراليا) هو لاعب كريكت أسترالي. لعب مع فريق فكتوريا للكريكت.

## وصلات خارجية
- جون روجرز على موقع إي آس بي آن كريك إنفو (الإنجليزية)